# Pyramide numéro 25 de Lepsius
La pyramide no 25 de Lepsius est une pyramide anonyme située à Abousir en Égypte. Elle doit son nom à son découvreur l'égyptologue Karl Richard Lepsius qui la place au vingt-cinquième rang dans sa liste des pyramides d'Égypte.
Elle est localisée au sud-est de la pyramide de Néferefrê et n'a jamais fait l'objet de fouilles approfondies.